# Тюльгаш (село)
Тюльгаш — село Нижнесергинского района Свердловской области России, входит в состав «Михайловского муниципального образования».

## География
Село Тюльгаш муниципального образования «Нижнесергинский муниципальный район», входит в состав «Михайловского муниципального образования», расположено в 47 км (по автотрассе в 55 км) к югу-юго-западу от города Нижние Серги, на обоих берегах реки Тюльгаш (правого притока реки Кусейка, бассейна реки Уфа).

## Иоанно-Предтеченская церковь
В 1898 году была построена деревянная, однопрестольная церковь, которая была освящена в честь рождества пророка Иоанна Предтечи 22 июня 1898 года. Церковь была закрыта в 1930-е годы.

## Население
| 2002 | 2010 | 2021 |
| ---- | ---- | ---- |
| 545  | ↘465 | ↘416 |